# 여성주의 윤리
여성주의 윤리는 전통적으로 윤리적인 이론화가 남성 중심적인 여성의 도덕적 경험을 과소평가해 왔다는 믿음에 기반을 둔 윤리에 대한 접근 방식이다.
페미니스트 철학자들은 전통적인 윤리학을 여성의 관점은 거의 고려하지 않고 남성의 관점에만 집중한다고 비판한다. 사생활과 가족의 책임에 대한 돌봄과 도덕적 문제는 전통적으로 사소한 문제로 여겨졌다. 일반적으로 여성은 남성에 비해 윤리적으로 미성숙하고 천박한 것으로 묘사된다. 여성이 전통적으로 남성적인 문화적 특성을 구현하거나 사용하는 경우 그들은 다른 사람으로 간주되거나 남성을 더 닮으려는 시도로 간주된다. 전통적 윤리는 규율, 권리, 보편성, 공평성의 틀을 통해 도덕적 추론을 바라보고 사회의 표준이 되는 "남성" 지향적인 관습을 가지고 있다. 도덕적 추론에 대한 "여성" 접근 방식은 관계, 책임, 특수성 및 편파성을 강조한다.

여성주의 윤리는 1792년에 출판된 메리 울스턴크래프트의 '여성의 권리 옹호'에서 발전된 것이다 계몽주의의 새로운 아이디어로 개인 페미니스트들은 그 어느 때보다 더 많이 여행할 수 있게 되었고, 아이디어 교환과 여성 권리의 발전을 위한 더 많은 기회를 생성할 수 있게 되었다. 낭만주의와 같은 새로운 사회 운동과 함께 인간의 능력과 운명에 대한 전례 없는 낙관적 전망이 발전했다. 이러한 낙관론은 존 스튜어트 밀의 에세이 《여성의 종속》(1869)에 반영되었다. 윤리에 대한 여성주의적 접근은 이 시기에 Catherine Beecher, Charlotte Perkins Gilman, Lucretia Mott 및 Elizabeth Cady Stanton과 같은 다른 저명한 사람들에 의해 더욱 발전되었으며, 특히 '여성의 도덕성'과 관련된 도덕성의 젠더화된 본질에 중점을 둔다.
미국 작가이자 사회학자인 Charlotte Perkins Gilman은 허구의 " Herland "를 상상했다. 남성이 없는 사회에서 여성은 처녀생식을 통해 딸을 낳고 우월한 도덕성을 산다. 이 여성 중심 사회는 근면과 모성 모두를 중시하면서 개인주의적인 경쟁적 삶의 방식을 지양했다. Gilman은 그러한 시나리오에서 여성들이 서로를 지배할 필요가 없기 때문에 협력적으로 관계를 맺을 수 있다고 생각했다. Herland는 최고의 "여성적" 미덕과 최고의 "남성적" 미덕을 인간 미덕과 함께 확장하는 것으로 함양하고 결합한다. Gilman에 따르면 사회가 덕이 있기를 원한다면 허랜드의 허구적 유토피아를 예시해야 한다. 그러나 여성이 경제적 지원을 남성에게 의존하는 한 여성은 노예로, 남성은 오만함으로 계속 알려지게 될 것이다. 여성은 진정한 인간의 도덕적 미덕을 개발하기 전에 남성과 경제적으로 동등해야 한다.
Carol Gilligan과 Nel Noddings는 여성의 문화적 가치와 미덕이 부족하거나, 무시하거나, 하찮게 여기거나 공격하는 정도로 전통 윤리가 결핍되어 있다고 비판하는 페미니스트 돌봄 윤리의 대표자이다. 20세기 여성주의 윤리학자들은 윤리에 대한 비페미니스트 돌봄 중심적 접근 방식과 비교하여 다양한 돌봄 중심적 페미니즘적 윤리에 대한 접근 방식을 개발했으며, 페미니스트적 윤리학자들은 젠더 문제의 영향을 더 충분히 이해하는 경향이 있다. 페미니스트 돌봄에 초점을 맞춘 윤리학자들은 가부장제 사회가 여성의 사랑, 사고, 일, 글쓰기 방식의 가치와 이점을 인식하지 못하는 경향이 있다는 점에 주목하고 여성을 종속적인 존재로 보는 경향이 있다. 그렇기 때문에 일부 사회학에서는 전통적인 학문의 윤리학이 아닌 여성주의적 윤리학을 수용하려는 의식적인 노력을 기울이고 있다. 이에 대한 예는 LGBTIQ 커뮤니티에 대한 미세 공격에 대한 Roffee와 Waling의 2016년 연구이다. LGBTIQ 커뮤니티에 중점을 두었지만 여성주의 윤리는 참가자의 취약성과 요구에 더 배려하기 때문에 더 적합했다. 의료계에서는 또한 윤리가 LGBTIQ 커뮤니티에서 치료를 받는 방식과 선택 가능한 치료법에 대해 부정적인 역할을 한다는 사실을 인식하지 못하고 있다. 뿐만 아니라 여성이 의료 분야에서 어떻게 취급되는지도 마찬가지이다.
여성주의 윤리학자들은 여성의 다양한 관점을 들어야 할 의무가 있으며 그들로부터 포괄적인 합의 관점을 형성해야 할 의무가 있다고 믿다. 이를 달성하고 남성과 함께 양성평등을 추구하는 것이 여성주의 윤리의 목표이다. 이러한 문제의 해결은 현대에 와서는 관점이 변하고, 무엇을 '윤리적'으로 취급해 왔는지, 특히 여성의 몸을 어떻게 다루어야 하는지에 있어 중요하다.
"여성주의 윤리의 목표는 여성이 폭력, 종속, 배제를 통해 피해를 받는 사회와 상황의 변화이다. 그러한 부당함이 현재와 미래에 명백할 때, 급진적 페미니스트 활동가들은 신중한 평가와 성찰을 거쳐 항의와 행동의 작업을 계속할 것이다." 폭력과 함께, 그러한 행동과 대우가 남성적 행동과 전통적 윤리에 다시 한 번 회귀한다. 격려되었다. 20세기와 같은 오늘날의 사회에서는 여성에 대한 폭력을 저지르는 것이 사회적으로 덜 용인되고 있다.

## 같이 보기
- 제1세대 여성주의
- 성평등
- 성 주류화
- 걸 파워
- 주디스 버틀러
- 메리 울스턴크래프트
- 도덕
- 네이오미 울프
- 포스트모던 여성주의
- 리베카 워커
- 제2세대 여성주의
- 친섹스 여성주의